# جوديث جارفيس طومسون
جوديث جارفيس طومسون (بالإنجليزية: Judith Jarvis Thomson) هي فيلسوفة أمريكية، ولدت في 4 أكتوبر 1929 في نيويورك في الولايات المتحدة.